# Diócesis de Quilon
La diócesis de Quilon (en latín: Dioecesis Quilonensis y en inglés: Roman Catholic Diocese of Quilon) es una circunscripción eclesiástica de la Iglesia católica en India. Se trata de una diócesis latina, sufragánea de la arquidiócesis de Trivandrum. Desde el 18 de abril de 2018 su obispo es Paul Antony Mullassery.

## Territorio y organización

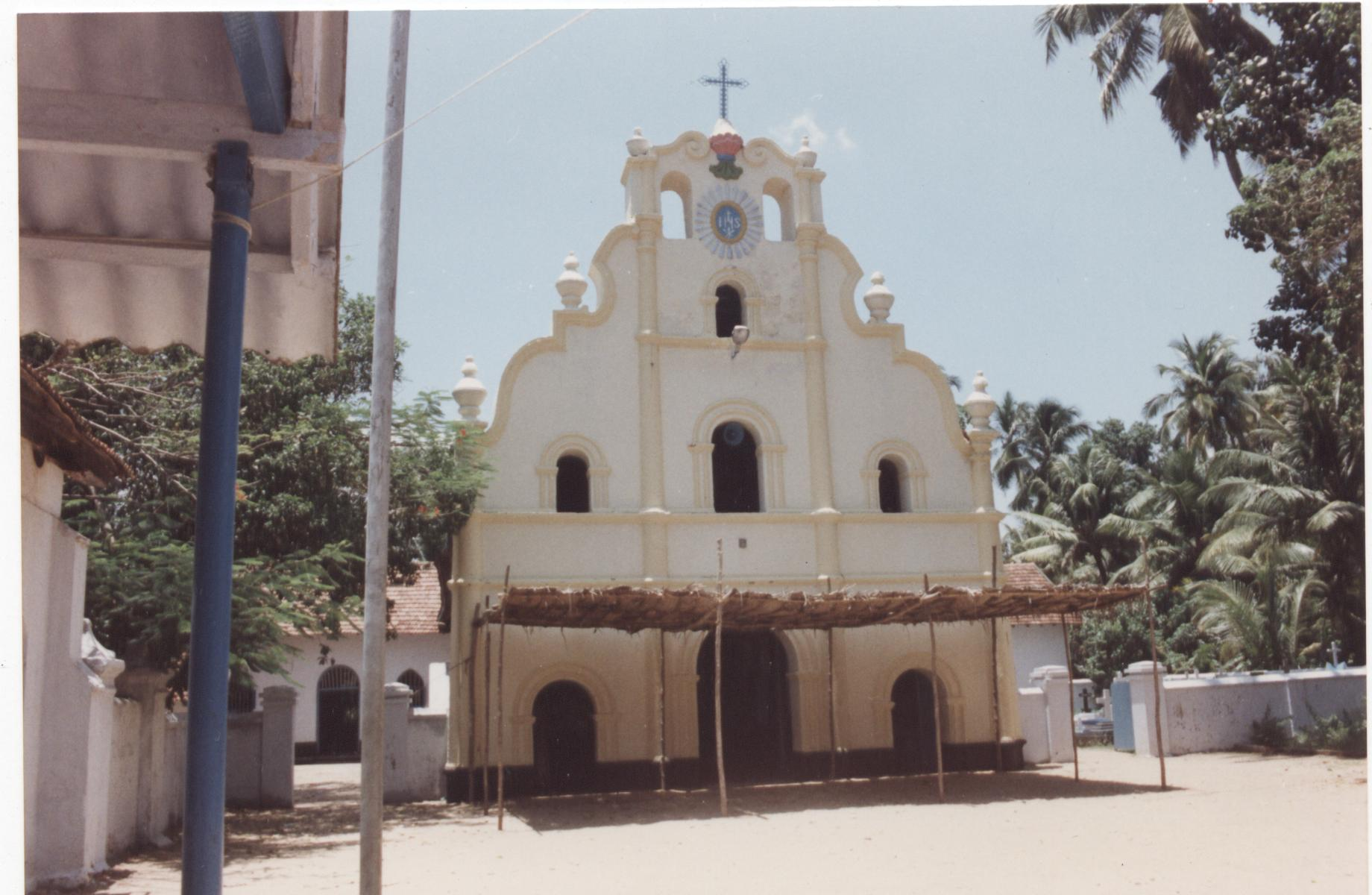
Antigua catedral barroca, demolida en 2006

La diócesis tiene 1950 km² y extiende su jurisdicción sobre los fieles católicos de rito latino residentes en el estado de Kerala en la mayor parte del distrito de Kollam, el taluk de Karthikapally y parte de los taluks de Mavelikara y Chengannur en el distrito de Alappuzha.
La sede de la diócesis se encuentra en la playa de Tangasseri en la ciudad de Kollam (o Quilon), en donde se halla la nueva Catedral del Niño Jesús, inaugurada el 3 de diciembre de 2005 por el cardenal Telesphore Placidus Toppo.
En 2020 en la diócesis existían 73 parroquias.

## Historia
La diócesis de Quilon es la diócesis católica más antigua de la India. Fue erigida por primera vez por el papa Juan XXII el 9 de agosto de 1329 con la bula Romanus pontifex, sufragánea de la arquidiócesis de Soltaniyeh en Persia. Con el breve posterior del 21 de agosto nombró como primer obispo al dominico francés Jordan de Séverac, que ya había estado trabajando en el sur de la India como misionero entre los nestorianos desde 1323. Construyó una iglesia, dedicada a san Jorge. Este primer intento duró poco, porque no se conocen otros obispos para esta sede. En 1346, a su regreso de China, el franciscano Giovanni de' Marignolli desembarcó en Quilon (la actual Kollam), acogido por la comunidad católica y celebró en la iglesia fundada por Jourdain.
En 1503 Tangasseri quedó bajo el control de Portugal durante la expedición de Afonso de Albuquerque. Los portugueses construyeron allí la Fortaleza da São Tomé y en 1614 construyeron la iglesia do Bom Jesú. Tangasseri pasó al control de Países Bajos en 1661 y la iglesia se deterioró, hasta que fue renovada en 1789 por los misioneros carmelitas.
El vicariato apostólico de Quilon fue erigido el 15 de marzo de 1853 con el breve Ex debito del papa Pío IX, obteniendo el territorio del vicariato de Verapoly (hoy arquidiócesis de Verapoly). Esta decisión formalizó una división de facto del vicariato de Verapoly, ya operativa desde 1845.
El 1 de septiembre de 1886 el vicariato apostólico fue elevado a diócesis con la bula Humanae salutis del papa León XIII. El 7 de junio de 1887, con el breve Post initam, se constituyó la provincia eclesiástica de la arquidiócesis de Verapoly, de la que Quilon era la única sufragánea.
Posteriormente cedió partes de su territorio para la erección de las diócesis de: 
- Kottar el 26 de mayo de 1930 mediante la bula Ad pastorale del papa Pío XI;[7]
- Trivandrum (hoy arquidiócesis) el 1 de julio de 1937 mediante la bula In ora Malabarica del papa Pío XI;[8]
- Punalur el 21 de diciembre de 1985 mediante la bula Verba Christi del papa Juan Pablo II.[9]

El 29 de abril de 1955 cedió la jurisdicción sobre los fieles de rito siríaco oriental residentes en su territorio a la eparquía de Changanacherry (hoy archieparquía de Changanacherry) mediante el decreto Multorum fidelium.
El 3 de junio de 2004 pasó a formar parte de la provincia eclesiástica de la arquidiócesis de Trivandrum.
La antigua iglesia portuguesa do Bom Jesú sirvió como procatedral de la diócesis, con el nombre de Niño Jesús, hasta que fue demolida y en 2005 remplazada por un nuevo edificio.

## Estadísticas
Según el Anuario Pontificio 2021 la diócesis tenía a fines de 2020 un total de 214 280 fieles bautizados.
| Año                                                                             | Población            | Población | Población      | Sacerdotes | Sacerdotes    | Sacerdotes    | Bautizados por sacerdote | Diáconos permanentes | Religiosos | Religiosos | Parroquias |
| Año                                                                             | Bautizados católicos | Total     | % de católicos | Total      | Clero secular | Clero regular | Bautizados por sacerdote | Diáconos permanentes | Varones    | Mujeres    | Parroquias |
| ------------------------------------------------------------------------------- | -------------------- | --------- | -------------- | ---------- | ------------- | ------------- | ------------------------ | -------------------- | ---------- | ---------- | ---------- |
| 1950                                                                            | 95 981               | 1 805 425 | 5.3            | 84         | 66            | 18            | 1142                     |                      | 31         | 113        | 52         |
| 1969                                                                            | 134 002              | 2 588 500 | 5.2            | 101        | 92            | 9             | 1326                     |                      | 22         | 462        | 66         |
| 1980                                                                            | 193 019              | 4 002 102 | 4.8            | 102        | 83            | 19            | 1892                     |                      | 26         | 712        | 48         |
| 1990                                                                            | 194 104              | 3 746 000 | 5.2            | 93         | 72            | 21            | 2087                     |                      | 29         | 807        | 60         |
| 1999                                                                            | 205 748              | 4 553 459 | 4.5            | 96         | 68            | 28            | 2143                     |                      | 66         | 595        | 60         |
| 2000                                                                            | 208 188              | 4 621 746 | 4.5            | 95         | 66            | 29            | 2191                     |                      | 51         | 606        | 69         |
| 2001                                                                            | 277 869              | 4 462 777 | 6.2            | 95         | 68            | 27            | 2924                     |                      | 65         | 604        | 69         |
| 2002                                                                            | 212 352              | 4 714 181 | 4.5            | 94         | 70            | 24            | 2259                     |                      | 52         | 667        | 69         |
| 2003                                                                            | 233 587              | 4 897 730 | 4.8            | 93         | 69            | 24            | 2511                     |                      | 49         | 694        | 70         |
| 2004                                                                            | 235 922              | 4 879 553 | 4.8            | 97         | 66            | 31            | 2432                     |                      | 56         | 695        | 72         |
| 2010                                                                            | ?                    | 5 309 000 | ?              | 129        | 73            | 56            | ?                        |                      | 111        | 1089       | 78         |
| 2014                                                                            | 263 900              | 5 598 000 | 4.7            | 149        | 98            | 51            | 1771                     |                      | 104        | 973        | 102        |
| 2017                                                                            | 201 000              | 5 818 000 | 3.5            | 154        | 91            | 63            | 1305                     |                      | 116        | 987        | 104        |
| 2020                                                                            | 214 280              | 2 665 380 | 8.0            | 158        | 92            | 66            | 1356                     |                      | 132        | 522        | 73         |
| Fuente: Catholic-Hierarchy, que a su vez toma los datos del Anuario Pontificio. |                      |           |                |            |               |               |                          |                      |            |            |            |

## Episcopologio
- Giuseppe (Bernardino di Santa Teresa) Baccinelli, O.C.D. † (26 de enero de 1847 -15 de marzo de 1853) (provicario apostólico)
- Filippo (Bernardino di Sant'Agnese) Pontanova, O.C.D. † (15 de marzo de 1853, pero el 13 de marzo de 1853 falleció) (obispo electo póstumo)

- Emanuele (Carlo Giacinto di Sant'Elia) Valerga, O.C.D. † (31 de mayo de 1854-24 de diciembre de 1864 falleció)
- Maria Efrem Garrelon, O.C.D. † (24 de julio de 1868[nota 2] -3 de junio de 1870 nombrado vicario apostólico de Mangalore)
- Ildefonso di San Giovanni Battista Borgna, O.C.D. † (24 de mayo de 1871-1883 renunció[nota 3])
- Giovanni Battista (Ferdinando di Santa Maria) Ossi, O.C.D. † (3 de abril de 1883-18 de agosto de 1905 falleció)
- Alberich Ludwig Benziger, O.C.D. † (18 de agosto de 1905 por sucesión-23 de julio de 1931 renunció[nota 4])
  - Sede vacante (1931-1936)
- Vincent Victor Dereere, O.C.D. † (10 de febrero de 1936-1 de julio de 1937 nombrado obispo de Trivandrum)
- Jerome M. Fernandez † (25 de septiembre de 1937-30 de enero de 1978 retirado)
- Joseph Gabriel Fernandez † (30 de enero de 1978-16 de octubre de 2001 retirado)
- Stanley Roman (16 de octubre de 2001-18 de abril de 2018 retirado)
- Paul Antony Mullassery, desde el 18 de abril de 2018